# Clonaria trivittata
Clonaria trivittata är en insektsart som först beskrevs av Gerstaecker 1883.  Clonaria trivittata ingår i släktet Clonaria och familjen Diapheromeridae. Inga underarter finns listade i Catalogue of Life.